# Pulinkunnu
Pulinkunnu es un pueblo y una isla en el distrito de Alappuzha en el estado indio de Kerala. Pulincunnu se encuentra en Kuttanad taluk en la región del distrito de Alappuzha.
La belleza escénica del paseo en el río a través del río Pampa es la razón por la que esta ruta es una de las más favorecidas por los operadores de turismo en las casas flotantes de Kerala. Es parte de los remansos de Kerala, una red de lagos, pantanos y canales. El famoso Trofeo de regata Rajiv Gandhi se disputa durante los meses de octubre y noviembre de cada año.